# Тузлукколь
Тузлукколь, Тузлуккуль — река в России, протекает по Беляевскому району Оренбургской области. Длина реки составляет 20 км.
Исток реки — степной родник Кайнар восточнее озёр Кусколь. Река течёт в общем северном направлении по открытой холмистой местности. В долине реки есть небольшие болота и солончаки. Устье реки находится в 1500 км по левому берегу реки Урал. В низовьях Тузлукколь пересыхает.

## Этимология
В переводе с тюркских языков (соответствующие словарные данные имеются, например, в казахском, татарском языках) — «солёное озеро» или «рассольное озеро». В долине реки Тузлукколь есть родники с солёной водой.

## Данные водного реестра
По данным государственного водного реестра России относится к Уральскому бассейновому округу, водохозяйственный участок реки — Урал от города Орск до впадения реки Сакмара. Речной бассейн реки — Урал (российская часть бассейна).
Код объекта в государственном водном реестре — 12010000812112200004447.